# 塔拉斯普湖

塔拉斯普湖（Taraspsee），是一個位於瑞士的湖泊，位於該國東南部，由格勞賓登州負責管轄，處於塔拉斯普，該湖泊面積約2公頃或4.9英畝，海拔高度為1,404米。